# Deroceras turcicum
Deroceras turcicum е вид коремоного от семейство Agriolimacidae.

## Разпространение
Видът е разпространен в Турция и югоизточните части на Европа (Албания, Австрия, България, Гърция, Унгария, Италия, Румъния, страни от района на бивша Югославия), като и на север до Чехия, Словакия, Полша и Украйна.